# 阿夫雷雪
阿夫雷雪（法語：Avressieux，法語發音：[avʁɛsjø]）是法国萨瓦省的一个市镇，属于尚贝里区。

## 地理
阿夫雷雪（45°34'20"N, 5°41'41"E）面积8.07 平方千米，位于法国奥弗涅-罗讷-阿尔卑斯大区萨瓦省，该省份为法国东部省份，历史上为薩伏依的一部分，北起上萨瓦省，西接伊泽尔省和安省，南部和东部与上阿尔卑斯省和意大利接壤。
与阿夫雷雪接壤的市镇（或旧市镇、城区）包括：贝尔蒙-特拉莫内、罗什福尔、沃雷勒德蒙贝勒。

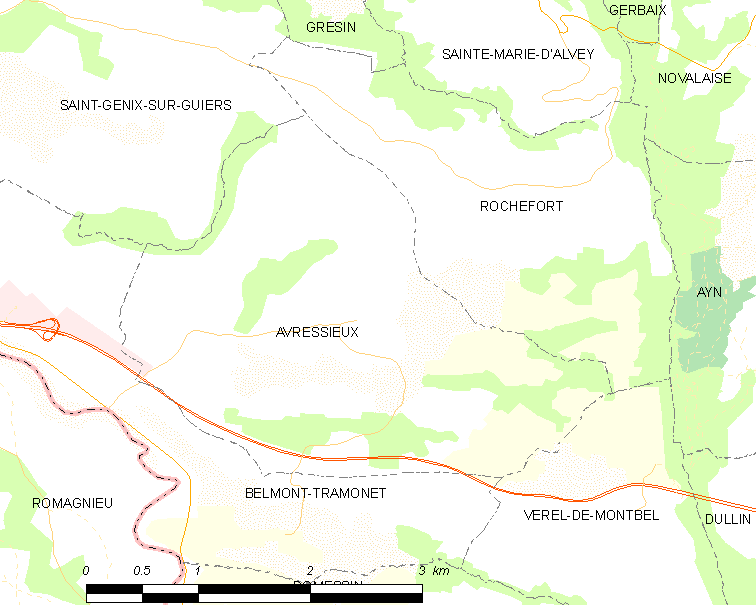
阿夫雷雪的OSM定位图

阿夫雷雪的时区为UTC+01:00、UTC+02:00（夏令时）。

## 行政
阿夫雷雪的邮政编码为73240，INSEE市镇编码为73025。

## 政治
阿夫雷雪所属的省级选区为萨瓦比热县。

## 人口

1962-2008年间阿夫雷雪人口变化图示

阿夫雷雪于2022年1月1日时的人口数量为534人。